# Sophie Volland
Louise-Henriette Volland detta Sophie (27 novembre 1716 – 22 febbraio 1784) è stata una letterata francese.
Fu una nota intellettuale illuminista, amica ed amante di Denis Diderot con il quale ebbe una lunga e confidenziale corrispondenza epistolare dove si tratta di vari argomenti, compresa la critica d'arte. Lo pseudonimo di Sophie le fu attribuito da Diderot, derivandolo dal greco antico "sofia" (sapienza) per indicare la cultura classica e scientifica che lei possedeva. Il carteggio con il filosofo, del quale rimangono solo le missive e le risposte inviate da Diderot a Sophie (contenute nell'epistolario dell'enciclopedista), ma non le lettere scritte di suo pugno, costituisce una fonte importante per la conoscenza della società francese del XVIII secolo, oltre che di aneddoti sulla vita privata di Diderot stesso e su quella dei suoi amici philosophes, come il barone d'Holbach o d'Alembert.

## Biografia
Suo padre era Jean-Robert Volland (morto nel 1750), un Inspecteur général des fermes de Sa Majesté ("Ispettore generale dei poderi di sua Maestà). e la madre Élisabeth Françoise Brunel de la Carlière (morta nel 1773). La coppia ebbe un figlio che morì giovane e tre figlie: Marie-Jeanne Elisabeth, Louise-Henriette e Marie-Charlotte Volland.
I Vollands vissero a Parigi, in Rue Vieux-Augustins e in un castello nell'Isle-sur-Marne.
Sophie, rimasta nubile, aveva un rapporto difficile con la madre che l'obbligava a seguirla per quasi metà dell'anno ad Isle-sur-Marne, quando ella invece avrebbe preferito vivere a Parigi. Fu qui che Diderot e Sophie si incontrarono nel 1755, al Café Procope, nell'ex Rue des Fosses Saint-Germain (ora al n° 13 di rue de l'Ancienne Comédie).
La prima delle lettere scambiate tra i due ha la data del 1759 e l'ultima è del 1774. La data del 1759 si desume dalla prima lettera scritta da Diderot e indirizzata a Sophie, ma non è sicura poiché di tutto l'epistolario, più di 550 lettere, tutte accuratamente e progressivamente numerate, sono giunte a noi solo le 187 di Diderot, mentre sono andate perse quelle di Sophie. 
Di lei non è rimasto alcun ritratto, mentre sappiamo che Diderot ne possedeva due, di cui uno era una miniatura dipinta da Anne Vallayer-Coster che egli aveva fatto incastonare nella rilegatura di un volume del poeta latino Orazio.
Del suo aspetto fisico quindi sappiamo solo che aveva una costituzione molto gracile, che portava gli occhiali e che aveva «la menotte sèche», delle "manucce" magre:
Il rapporto amoroso con Sophie, una donna molto diversa dall'amante Madeleine de Puisieux (1720-1798) (una scrittrice moralista e femminista che Diderot aveva incontrato nel 1745) e soprattutto dalla moglie Antoinette - che era interessata più che al perseguimento degli ideali, alle faccende pratiche dell'esistenza che assicurassero una vita agiata - fu molto importante per Diderot che scoprì il vero sentimento dell'amore e trovò in lei una confidente e consigliera che gli fu vicina per tutta la vita. Sophie morì nel febbraio 1784, pochi mesi prima dello stesso Diderot.

## Riferimenti nella letteratura
La relazione di Diderot e Sophie Volland è il tema del romanzo pubblicato nel 2003 dall'editore: Fischer Taschenbuch (23 ottobre 2003) Die Philosophin di Peter Prange, tradotto in italiano con il titolo Il filosofo e la libertina.